# Sennely
Sennely település Franciaországban, Loiret megyében. Lakosainak száma 680 fő (2022. január 1.). Sennely Vienne-en-Val, Souvigny-en-Sologne, Vouzon, Ménestreau-en-Villette és Vannes-sur-Cosson községekkel határos.

## Népesség
A település népessége az elmúlt években az alábbi módon változott:
| Lakosok száma | 512  | 432  | 437  | 605  | 689  | 703  | 709  | 713  | 702  | 680  |
|               | 1968 | 1982 | 1990 | 2006 | 2013 | 2015 | 2017 | 2019 | 2020 | 2022 |